# 廣瀬健一
- 廣瀬健一
- 広瀬健一

廣瀬 健一（ひろせ けんいち、1959年7月5日 - ）は、日本の実業家。福岡放送代表取締役社長。元日本テレビ放送網取締役執行役員日テレラボ室・65年プロジェクト担当、経理局長・日本テレビホールディングス経営管理局長、日テレイベンツ非常勤取締役、元プロデューサー。麻布高等学校、国際基督教大学卒業。

## 来歴
- 2007年6月30日まで営業局次長兼営業戦略センター長兼営業企画部長。
- 2007年7月1日 編成局編成戦略センター長兼編成部長
- 2009年7月1日 営業局次長
- 2011年7月1日 編成局次長
- 2012年6月1日 スポーツ局長
- 2013年6月1日 編成局長
- 2014年10月1日 日本テレビホールディングス総合編成戦略局長兼務。
- 2015年6月1日 日本テレビ執行役員
- 2016年
  - 6月1日 日本テレビ執行役員経理局長・日本テレビホールディングス経営管理局長
  - 6月29日 日本テレビ・日本テレビホールディングス取締役
- 2018年
  - 6月1日 日本テレビホールディングス取締役経営管理局担当補佐、日本テレビ放送網取締役執行役員日テレラボ室長、事業、海外ビジネス、65年プロジェクト担当、経理担当補佐に所掌変更[1]、日テレイベンツ非常勤取締役。
  - 6月28日 日本テレビホールディングス取締役を退任[1]。
- 2020年6月19日 福岡放送専務取締役
- 2021年6月18日 福岡放送代表取締役社長

## 日本テレビ在籍時の担当番組
- 24時間テレビ 「愛は地球を救う」（制作、2014年）
- 壮絶バトル花の芸能界（編成）
- あの人は今!?（編成）
- 天才!!カンパニー（チーフプロデューサー）
- ビートたけしの全日本お笑い研究所（プロデューサー）
- 11PM（ディレクター）
- 面白スタジアム（ディレクター）